# 王安 (永乐宦官)
王安（？年—？年），又名不花都，女真人，永乐时期的尚膳监太监。

## 生平
建文时期，在靖难之役中与王彥同为前哨。
永乐年间，晋升至尚膳监太监、宁夏镇守太监。